# Kurt Villads Jensen
Kurt Villads Jensen, född 1957, är en dansk historiker. 
Jensen blev candidatus magisterii i historia och latin 1987, ph.d. 1992 och dr.phil. 2011. Han har tidigare varit redaktör på Den Store Danske Encyklopædi och blev efter det lektor i historia på Syddansk Universitet. Hans forskning är inriktad på krig och konflikter under medeltiden, särskilt korstågen. Sedan 2014 är han professor vid Stockholms universitet och föreståndare för Centrum för medeltidsstudier där.